# جولا هورن
جولا هورن (بالمجرية: Horn Gyula)‏ (و. 1932 – 2013 م) هو سياسي، ودبلوماسي، واقتصادي مجري، ولد في بودابست، توفي في بودابست، عن عمر يناهز 81 عاماً.

## مناصب
تولى منصب رئيس وزراء المجر (15 يوليو 1994–6 يوليو 1998)، وعضو الجمعية الوطنية المجرية (2 مايو 1990–13 مايو 2010)، ووزير خارجية المجر ‏ (10 مايو 1989–23 مايو 1990)، وكاتب دولة ‏.

## التعليم
تعلم في Rostov State Economics University ‏، في تخصص اقتصاد.

## جوائز
حصل على جوائز منها:
- كارلسبريز (24 مايو 1990)[8]
- Lessing Ring  [لغات أخرى]‏
- The Glass of Reason  [لغات أخرى]‏
- وسام الصليب الأعظم من الفئة الأولى للخدمات الجليلة لجمهورية ألمانيا الاتحادية
- صليب النمسا الذهبي الأعظم من رتبة الاستحقاق
- Schärfste Klinge  [لغات أخرى]‏
- Memminger Freedom Prize 1525  [لغات أخرى]‏.

| المناصب السياسية  | المناصب السياسية                                       | المناصب السياسية   |
| ----------------- | ------------------------------------------------------ | ------------------ |
| سبقه Péter Boross | رئيس وزراء المجر 15 يوليو 1994 - 6 يوليو 1998          | تبعه فيكتور أوربان |
| سبقه              | عضو الجمعية الوطنية المجرية 2 مايو 1990 - 13 مايو 2010 | تبعه               |

## روابط خارجية
- جولا هورن على موقع مونزينجر (الألمانية)
- جولا هورن على موقع إن إن دي بي (الإنجليزية)